# E80
La ruta europea E-80 o E80 és una carretera que forma part de la Xarxa de carreteres europees. Comença a Lisboa, Portugal i acaba a Gürbulak, Turquia, (a la frontera amb l'Iran). La carretera travessa: Lisboa - Aveiro - Salamanca - Valladolid - Burgos - Miranda de Ebro - Vitòria - Sant Sebastià - Tolosa de Llenguadoc - Niça - Gènova - Roma - Pescara… Dubrovnik - Petrovac - Podgorica - Pristina - Niš - Sofia - Svilengrad - (Frontera Bulgària-Turquia) - Edirne - Istanbul - İzmit - Gerede - Merzifon - Erzurum - Gürbulak - (Frontera Iran-Turquia).

## AH1
L'E80 segueix per l'autopista de l'Àsia 1 (AH1), a través de Turquia i el Bòsfor creua mitjançant el Pont de Fatih Sultan Mehmet o el Segon Pont del Bòsfor.

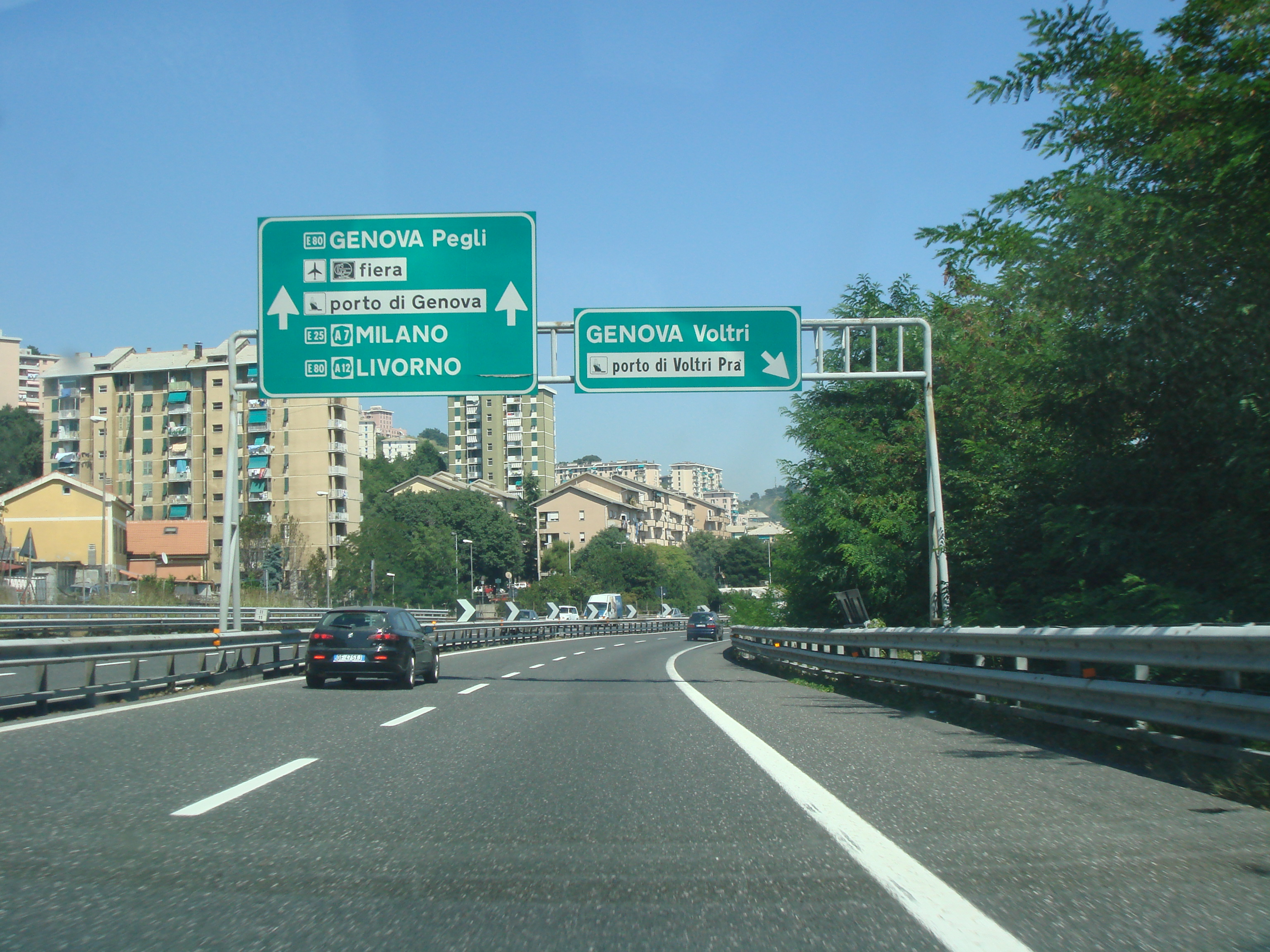
L'E80 al seu pas per Gènova, a Itàlia.
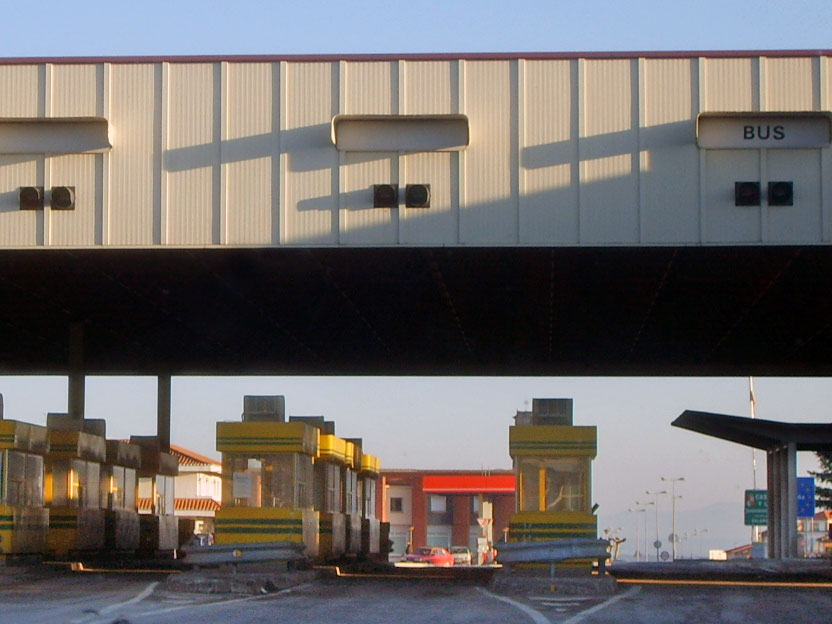
Frontera Hispano-lusitana a la
 N-620  Carretera de Castella a Fuentes de Oñoro, Espanya.